# Sing Along Songs for the Damned & Delirious
Sing Along Songs for the Damned & Delirious (с англ. «Песни, которым подпевают проклятые и бредящие») — второй студийный альбом шведской авангард-метал-группы Diablo Swing Orchestra; выпущен 21 сентября 2009 года на лейбле Ascendance Records.
Sing Along Songs…, как и дебютный альбом группы, представляет собой смешение метала, свинга и симфонической музыкой. Альбом получил неоднозначные оценки критиков, среди которых 2 балла из 5 от издания Metal Psalter и максимальный балл (5 из 5) от Metal-Rules. В то же время по результатам конкурса, проводимого в 2009 году онлайн изданием Metal Storm, Sing Along Songs for the Damned & Delirious назван лучшим в номинации «Постметал/Авангард-метал альбом».

## Список композиций
| №                   | Название                      | Длительность |
| ------------------- | ----------------------------- | ------------ |
| 1.                  | «A Tap Dancer’s Dilemma»      | 5:12         |
| 2.                  | «A Rancid Romance»            | 4:27         |
| 3.                  | «Lucy Fears the Morning Star» | 6:34         |
| 4.                  | «Bedlam Sticks»               | 3:29         |
| 5.                  | «New World Widows»            | 5:56         |
| 6.                  | «Siberian Love Affairs»       | 0:58         |
| 7.                  | «Vodka Inferno»               | 4:08         |
| 8.                  | «Memoirs of a Roadkill»       | 3:30         |
| 9.                  | «Ricerca Dell’Anima»          | 5:34         |
| 10.                 | «Stratosphere Serenade»       | 8:25         |
| Общая длительность: | Общая длительность:           | 48:10        |

## Участники записи
| Diablo Swing Orchestra - Аннлуисе Лёгдлунд (швед. Annlouice Lögdlund) — вокал - Даниель Хоканссон (швед. Daniel Håkansson) — гитара, вокал - Понтус Мантефорс (швед. Pontus Mantefors) — гитара, синтезатор, звуковые эффекты - Андерс Юханссон (швед. Anders Johansson) — бас - Андреас Хальвардссон (швед. Andreas Halvardsson) — ударные - Йоханнес Бергион (швед. Johannes Bergion) — виолончель        | |
| Приглашённые музыканты - Косма Рануэр (швед. Kosma Ranuer) — баритон - Йонатан Йонссон (швед. Jonatan Jonsson) — кларнет - Давид Вертен (швед. David Werthen) — контрабас - Тобиас Хедлунд (швед. Tobias Hedlund) — перкуссия - Хенрик Бергион (швед. Henrik Bergion) — фортепиано, аккордеон, фисгармония - Даниель Хедин (швед. Daniel Hedin) — тромбон - Мартин Исакссон (швед. Martin Isaksson) — труба | - Вокал в песне «Siberian Love Affairs» - Биффен Янссон (швед. Biffen Jansson) - Патрик Арвидссон (швед. Patric Arvidsson) - Пиффен Экемальм (швед. Piffen Ekemalm) - Роберто Лаги (швед. Roberto Laghi) |
| Оформление - Андерс Юханссон — арт-директор - Петер Бергтинг (швед. Peter Bergting) — иллюстрации - Morgana — фотографии | Технический персонал - Роберто Лаги — продюсирование, звукоинженер - Понтус Мантефорс — звукоинженер - Драган Танаскович (швед. Dragan Tanaskovic) — мастеринг                                           |